# Cordillère Orientale (Andes centrales)
Pour les articles homonymes, voir Cordillère Orientale.
La cordillère Orientale est un massif de montagne d'Amérique du Sud faisant partie de la cordillère des Andes et s'étendant dans le centre du Pérou et de la Bolivie. Elle culmine à 6 438 mètres d'altitude au Nevado Illimani.